# رسوب‌گیر
رسوب‌گیر یا رسوب زدا در صنعت، یک ماده شیمیایی مایع است که برای حذف رسوب آهکی از سطوح فلزی در تماس با آب داغ مانند دیگهای بخار، آبگرمکن‌ها و کتری‌ها استفاده می‌شود. این رسوبات عموماً سفید برفی هستند، اما ممکن است به دلیل وجود یون‌های آهن به رنگ قهوه ای باشند. سطوح شیشه ای همچنین ممکن است لکه‌های رسوبی را نشان دهند، مانند بسیاری از سطوح سرامیکی موجود در حمام و آشپزخانه. از  رسوب‌گیرها می‌توان به‌طور ایمن برای از بین بردن لکه‌های رسوبی بدون تأثیر بر بستر استفاده کرد، زیرا هم سرامیک‌ها و هم شیشه‌ها نسبت به اکثر اسیدها واکنشی ندارند.

## اسیدها
عوامل رسوب زدایی قابل توجه عبارتند از استیک اسید، سیتریک اسید، گلیکولیک اسید، فرمیک اسید، لاکتیک اسید، فسفریک اسید، سولفامیک اسید و هیدروکلریک اسید. نمک‌های کلسیم محلول هستند و بنابراین در حین انحلال یا حل شدن شسته می‌شوند. سرعت عمل رسوب زدایی به غلظت و اسیدیته یا pH محلول ارائه شده بستگی دارد. به عنوان مثال، اسید کلریدریک بسیار قوی تر از اسید استیک است و بنابراین تمایل دارد که رسوبات را سریعتر از بین ببرد. اسیدهای ضعیف مانند اسیدهای استیک یا سیتریک ممکن است ترجیح داده شوند، اما در مواردی که آسیب به بستر باید به حداقل برسد.

### رسوب‌گیرهای لباسشویی‌ها
بسیاری از شرکت‌های مواد شوینده، اسیدهای مهار شده یا «بافر» را اضافه می‌کنند که از اثر خورنده اسیدها بر روی مواد مختلف جلوگیری می‌کند. تقریباً ۱۰٪ اسید کلریدریک غلیظ با یک بازدارنده خوردگی و مقداری مواد نافذ و مرطوب‌کننده اضافه شده معمولی است. این امکان تمیز کردن بهتر ماشین‌آلات و به‌ویژه مبدل‌های حرارتی را فراهم می‌کند، زیرا اغلب رسوب با سیلیس و سایر آلاینده‌ها مخلوط می‌شود. این مواد افزودنی خوردگی فلزات را کاهش داده و سایر مواد مخلوط شده با مقیاس را برای تمیز کردن سریعتر و کامل تر از بین می‌برند و شل می‌کنند.

#### هشدار
بسیاری از مواد رسوب‌گیر درون مایع‌ها و پودرهای ماشین لباسشویی، حتی چنانچه چشم‌ها بسته باشند، به درون چشم نفوذ کرده و باعث سرخی و التهاب شدید چشم می‌شوند و با گذشت زمان بدتر می‌شود و می‌توانند باعث پارگی پوسته چشم شوند. در این صورت، چشمان و اطراف آن را چندین دقیقه با آب تمیز بشویید و از پزشک بخواهید قطره چشمی ضدالتهاب تجویز کند.